# Głobino
Głobino (Duits: Gumbin) is een plaats in het Poolse district  Słupski, woiwodschap Pommeren. De plaats maakt deel uit van de gemeente Słupsk en telt 448 inwoners.